# Оос (река)
Оос (на немски: Oos, Oosbach) е река в Северен Шварцвалд, Германия. Тя е дълга ок. 25,2 km, тече през Баден-Баден и след 25 километра се влива в канал на река Мург при Ращат и след това в Рейн.
Келтите са я наричали „Ausawa“.